# 안국약품
안국약품(Ahn-Gook Pharmaceutical, 安國藥品株式會社)은 대한민국의 제약 회사이다.

## 기업소개
저희 안국약품은 ‘우수의약품 개발을 통한 인류건강과 행복실현’ 이라는 이념을 바탕으로 지난 60여년간 국민건강을 위해 우수의약품을 개발, 보급에 노력하였습니다. 이런 지속적인 노력과 성장으로 코스닥 등록과 투명경영을 실천하고 중견 제약업체에서 자리 매김을 할 수 있게 되었습니다. 이제 저희 안국약품은 ‘AHN-GOOK 2030 NEW VISION’ 달성을 위해 다시 한번 도약하고자 합니다.
[의약 기술과 디지털 정보를 융합하여 보다 안전하고 차별화 된 Healthcare 를 제공]
이제 세상은 4차 산업혁명에 적합한 Digital 기반의 핵심기술과 핵심인재를 보유한 기업만의 생존하는 시대입니다. 이에 저희 안국약품은 5대 전략방향 ‘차별화, 글로벌, 윤리경영, 인재경영, 디지털’ 을 바탕으로 Total Healthcare 제품과 서비스 개발을 통한 핵심기술 확보와 K-Health 기업으로 도약하기 위한 디지털 마케팅을 할 수 있는 핵심인재를 확보, 육성하고 있습니다.
[안국의 Total Healthcare 서비스를 사용하는 모든 사람들에게 삶의 질을 높여주는 K-Health 기업으로의 도약]
새로운 시대에 맞게 사업방향도 개편하여 제약은 근거/학술 기반의 영업과 마케팅을 실현하고 100세 시대 삶의 질을 높여주는 차별화 된 개량신약 개발에 박차를 가할 것 입니다. 바이오 의약사업은 항체의약품 개발과 Open-Innovation에 의한 바이오 신약을 발굴하고, 디지털 분야에서는 변화하는 시장에 맞는 Total Healthcare제품과 서비스를 제공하여 K-Health 기업으로 도약할 것입니다. 지난 60여년간의 노하루를 바탕으로 급변하는 시대에 빠르게 적응하는 젊은 기업, 끊임없이 도전하는 기업이 되겠습니다. 그 동안 지속적인 성장을 할 수 있었던 것은 안국약품을 항상 아껴주시는 여러분의 도움이라고 생각합니다.
이러한 사랑과 기대에 보답하고 Total Healthcare 시장을 선도하는 K-Health 기업으로 발돋움 하기 위해 저희 안국약품은 끊임없는 연구와 개발로 건강한 미래를 열어가는데 최선을 다하겠습니다. 앞으로도 많은 관심과 격려, 그리고 애정이 담긴 질책을 부탁 드리며, 이 공간이 여러분과 함께 할 수 있는 참여의 장이 되기를 바랍니다.

## 기업비전
[인재상]
고객만족의 가치를 창출하는 미래지향적인 인재를 모집합니다.
안국약품은 정직을 바탕으로 환경변화에 신속, 적극적으로 대응할 수 있으며 고객만족의 가치를 창출하는 미래지향적인 인재 육성을 위해 심혈을 기울이고 있습니다.
[핵심가치]
- 정직 (Integrity)
- 도전 (Challenge)
- 일체감 (Solidarity)
- 창의 (Creativity)
[비전]
우리는 의약 기술과 디지털 정보를 융합하여 고객에게 보다 안전하고 차별화 된 Healthcare 제품을 제공한다. 그리고 안국의 Total Healthcare 서비스를 사용하는 모든 사람들에게 삶의 질을 높여주는 K-Health 기업으로 도약한다.

## 연혁
- 2024
  - 06월 체내 흡수율 높인 '리포좀오메가3' 출시
  - 05월 뇌 기능 개선제 '카노앤정' 출시
  - 04월 본점소재지 변경: 경기도 과천시 과천대로7길 12 (갈현동) 프리즘스퀘어2 A동
  - 03월 안국약품, 건기식 'rTG오메가3' 출시안국약품, 건강식품 '원더풀 배도수 젤리' 출시안국약품, 건강식품 '더 블랙 맥주효모 비오틴' 출시
- 2023
  - 12월 안국약품, 남성 건강기능식품 '원더풀 쏘팔메토' 출시
  - 11월 안국약품, 안구건조증 치료제 '카복텔라점안액' 출시안국약품, 골관절염 개량신약 '콕스투플러스정' 출시안국약품, 고지혈증 치료제 '페바로젯' 출시
  - 10월 안국약품, 눈 건강 스파클링 음료 '토비콤 아이타민' 출시안국약품, 멀티비타민 '브이팩' 시리즈 리뉴얼 출시
  - 09월 안국약품, 당뇨병 치료제 '에이시타정', '에이다파시타듀오정' 출시안국약품, ISO 37301/37001 통합 사후관리심사 2년 연속 통과
  - 08월 안국약품, 눈 건강 건기식 '토비콤 루테인지아잔틴' 출시
  - 07월 안국약품, 밀크씨슬-비타민B군 함유 '원더풀 밀크씨슬' 출시안국약품, 고중성지방 치료제 '미니마코연질캡슐' 출시
  - 06월 건기식 '포텐샷 버닝슬림' 및 '포텐샷 퓨어 글루타치온' 출시안국약품-CMG제약과 로수바스타틴+오메가 3 복합제 '메가엠듀 얼 연질캡슐' 코프로모션 계약 체결
  - 04월 안국약품-솔티드와 디지털의료기기 '뉴로게이트 인솔' 판매계약 체결SGLT-2 계열 당뇨병치로제 '에이다파정' 출시
  - 03월 안국약품-크레스콤, 골연령 측정 AI 'MediaAL-BA' 판매 계약 체결
  - 02월 안국약품, 고혈압2제 복합제 레보티탄 출시
  - 01월 안국약품-CMG제약, 고혈압/이상지질혈증 3제 복합제 공동판매 계약 체결
- 2022
  - 12월 안국약품-피노바이오, 차세대 ADC 항암제 개발 업무협약
  - 11월 안국약품-대우제약, 안구건조증 치료제 공동개발 계약 체결
  - 11월 안국약품, DPP-4 억제제 계열의 당뇨병 치료제 '에이테넬정, 에이테넬엠정' 출시
  - 09월 안국약품, 브이원바이오와 면역항암제 개발 MOU
  - 08월 안국약품-티씨노바이오, 면역항암제 개발 업무협약
  - 06월 안국약품, 과민성방광 치료제 '에이미가서방정' 출시
  - 05월 안국약품-뷰노, AI 기반 안저검사 솔루션 공급계약 체결
  - 03월 대표이사 변동: 어진, 어준선->원덕권
  - 03월 안국약품, 남자 프로배구단 '빅스톰' 후원
  - 02월 안국약품, 젠바디 코로나19 신속항원진단키트 공급
  - 02월 안국약품, DPP-4 억제제 복합제 '에이브스메트정' 출시
- 2021
  - 12월 준법경영 및 부패방지경영 ISO 국제인증 동시 획득
  - 10월 -삼성서울병원 디지털치료연구센터와 AI기반 심전도 생체신호 센서연구개발 MOU 체결-극지연구소와 치매치료제 개발 업무협약 체결
  - 09월 위식도역류질환 치료제 '에스오에스정' 출시
  - 09월 공식 브랜드 쇼핑몰 '에이원더' 오픈
  - 04월 (주)유영제약과 '유스메졸디알' 판매제휴 체결
  - 04월 이상지질혈증 복합제 '리포젯' 출시
  - 03월 올인원 한팩비타민 'V-PACK' 출시
- 2020
  - 11월 '얼라이브코어', '카디아모바일' 판매계약 체결
  - 10월 '토비콤 시리즈' 중국 온라인쇼핑몰 Tmall 입점
  - 09월 자회사 (주)메디페르 '2세대 루테인앰플' 출시
  - 06월 소아용 변비치료제 '폴락스4g' 발매
  - 04월 경남제약(주)과 '토비콤에스' 판매제휴 체결
- 2019
  - 12월 문화체육관광부 지정 문화예술후원 우수기관 재인증
  - 11월 부패방지시스템 'ISO 37001' 사후관리심사 적합 판정
  - 09월 신규 항암제 공동연구 계약 체결 (대구경북과학기술원)
  - 07월 신약후보 물질 이전 계약 체결 (레피젠)
  - 02월 '의약품 생체이용률 향상을 위한 제제 개선 기술' 기술이전 및 공동연구 협약 체결 (인제대학교)
- 2018
  - 11월 부패방지시스템 'ISO 37001' 인증 획득
  - 11월 자회사 (주)메디페르 '루테인 포스 앰플' 홈쇼핑 런칭
- 2017
  - 12월 항히스타민제 신약 '루파핀' 발매
  - 09월 성장호르몬 결핍 치료제 개발 국책과제 선정
  - 04월 '시네츄라시럽 독점 공급계약' 체결 (베트남 HBN사)
- 2016
  - 10월 코아팜바이오 와 에이케어정 판매 제휴
- 2013
  - 01월 디스텍정 발매
- 2012
  - 06월 혁신형 제약 기업 인증 획득
- 2011
  - 10월 시네츄라 시럽 발매
- 2009
  - 07월 비마약성 진해제 애니코프 캡슐 발매
  - 05월 C-GMP 시설 착공식
- 2007
  - 02월 21대 한국 제약 협회 이사장 취임
- 2006
  - 09월 어준선 회장 영국 캐임브리지 국제인명센터 상 선정
  - 08월 신제품 레보텐션(고혈압치료제)발매
- 2005
  - 11월 어준선 회장 세계인명사전 등재
  - 01월 BGMP 적격업체 승인
- 2004
  - 08월 합성공장 준공(향남 공장 내)
- 2003
  - 04월 2003년 상반기 신노사문화 우수기업체 선정(노동부장관)
- 2002
  - 06월 안국약품(주)부설연구소(AG CNTECH)설립
- 2001
  - 03월 신제품 발매개시(소염진통제 애니펜정)
- 2000
  - 08월 신제품 발매개시(빈혈치료제 헤모골드)
  - 06월 협회등록시장에서 주식거래 시작
  - 06월 한국증권업협회에 등록
  - 05월 신제품 발매개시(진해거담제 푸로스판시럽)
- 1999
  - 10월 금융감독위원회 등록
  - 01월 신제품 개발(큐페롤 연질캅셀,시티페롤 연질캅셀,티스토롱액 등 다수)
- 1998
  - 10월 유형자산에 대한 자산재평가 실시
  - 09월 대표이사 취임 : 어진
  - 01월 신제품 개발(삭비오에스,애니탈,오펠28,32,아세페낙,하이생철,시프멕신 등 다수)
- 1997
  - 01월 신제품 개발(칼트리올 연질캅셀,통키드정츄어볼,토비롭,삭비오,등 다수)
  - 01월 유형자산에 대한 자산재평가 실시
- 1996
  - 01월 신제품 개발(인터칼정,유놀정,새로겐타크림,클리오시럽,다코린캅셀 등 다수)
- 1995
  - 01월 신제품 개발(티스톤,그랑파제삼중정,토비콤-S 연질캅셀,실리두연질캅셀 등 다수)
- 1994
  - 08월 향남의 중앙연구소가 한국산업기술진흥협회로부터 안국약품(주) 부설중앙연구소로 인정을 받음
- 1993
  - 09월 중앙연구소 설립(경기도 화성시 향남면 상신리 903-2)
- 1991
  - 12월 본사 사옥 준공(서울 영등포구 대림동 993-75)
  - 03월 K.G.M.P 적격업체승인
- 1990
  - 04월 본사사옥기공(영등포구 대림 2동 993-75)
- 1989
  - 10월 대표이사 변경 : 어준선(대표이사 회장),박성준(대표이사 사장)
- 1988
  - 10월 국민기술금융(주)와 합작투자하여 안국화성(주) 설립(의료용구 제조회사)
- 1986
  - 09월 KGMP 양약공장준공 및 본사 공장이전(경기도 화성군 향남면)
- 1985
  - 05월 K.G.M.P 공장기공(향남 제약공단내)
- 1984
  - 11월 미국 L.A지사 설치
- 1983
  - 09월 혜정 장학회 설립
- 1980
  - 03월 삼민산업(주)인수,부천시에 제2공장 설립
- 1973
  - 06월 의약품 BRUMEI 첫 수출(오바손,아이다링,투수코친)
  - 05월 본사 이전 : 서울 영등포구 대림동(확장이전)
- 1969
  - 09월 대표이사 어준선 취임
- 1960
  - 01월 항생제(펜마인 안약) 국내최초로 신발매
- 1959
  - 09월 안국약품 주식회사로 법인체 변경 (창립기념일)
- 1955
  - 09월 용산구 한강로2가 108번지에 자본급 15,000,000원으로 설립

## 대표제품
- 시네츄라
- 레보텐션
- 레토프라
- 레보살탄
- 페바로젯
- 루파핀
- 페바로에프
- 에이케어
- 폴락스